# Saint-Jean-la-Poterie

Saint-Jean-la-Poterie este o comună în departamentul Morbihan, Franța. În 1 ianuarie 2022 avea o populație de 1.430 de locuitori.